# Акты Западной России
«Акты Западной России» («Акты, относящиеся к истории Западной России, собранные и изданные Археографическою комиссиею») — пятитомный сборник документов по истории России, Белоруссии, Литвы и Украины XIV—XVII веков, изданный в Санкт-Петербурге в 1846—1853 годах. Собран, обработан и опубликован Иваном Григоровичем. Включает более двух тысяч документов, собранных в библиотеках, архивах и учреждениях западных губерний России, Петербурга и Москвы; размещены в хронологическом порядке (т. 1, 1340—1506; т. 2, 1506—1544; т. 3, 1544—1587; т. 4, 1588—1632; т. 5, 1633—1699). Каждый том имеет археографические объяснения, есть генеалогические таблицы, родословные удельных князей и пр.
Среди актов — Вислицкий, Краковский, Вартовский статуты, Судебник Казимира и др., документы о связях Великого княжества Литовского и Речи Посполитой с Россией, Ливонским орденом, ханством крымским; договоры великих князей Литовских с удельными князьями, московским и тверским вел. князьями; дарственные грамоты духовенству, городам; документы по церковным землям и привилегиям. В земельных документах (Устава на волоки 1557 и др.) есть конкретные сведения о панских хозяйствах.